# Crismery Santana
Pour les articles homonymes, voir Santana.
Crismery Dominga Santana Peguero, née le 20 avril 1995 à San Pedro de Macorís (République dominicaine), est une haltérophile dominicaine. Elle est médaillée de bronze en moins de 87 kg en 2021 à Tokyo.

## Jeunesse
Sa tante Yuderqui Contreras est une haltérophile de niveau international, 5e aux Jeux olympiques d'été de 2008.

## Carrière
Aux Championnats du monde 2018, elle est médaillée d'argent à l'arraché et médaillée de bronze au total en moins de 87 kg.
Lors des Jeux olympiques d'été de 2020 ; Crismery Santana termine sur la troisième marche du podium avec 256 kg derrière la Chinoise Wang Zhouyu (270 kg) et l'Équatorienne Tamara Salazar (263 kg).

## Palmarès

### Jeux olympiques
- médaille de bronze en moins de 87 kg aux Jeux olympiques d'été de 2020 à Tokyo

### Championnats du monde
- médaille d'argent à l'arraché et médaille de bronze au total en moins de 87 kg aux Championnats du monde 2018 à Achgabat
- médaille d'argent à l'arraché et médaille de bronze à l'épaulé-jeté et au total en moins de 90 kg aux Championnats du monde 2017 à Anaheim

### Jeux panaméricains
- médaille d'argent en moins de 87 kg aux Jeux panaméricains de 2019 à Lima

### Championnats panaméricains
- médaille d'or à l'arraché et au total et médaille d'argent à l'épaulé-jeté  en moins de 87 kg aux Championnats panaméricains 2020 à Saint-Domingue
- médaille d'or à l'arraché et au total et médaille d'argent à l'épaulé-jeté  en moins de 87 kg aux Championnats panaméricains 2019 à Guatemala
- médaille d'or à l'arraché et au total et médaille d'argent à l'épaulé-jeté  en moins de 90 kg aux Championnats panaméricains 2018 à Saint-Domingue
- médaille d'or à l'arraché et médaille d'argent à l'épaulé-jeté  et au total en moins de 90 kg aux Championnats panaméricains 2017 à Miami